# Редкие виды (Ведьмак)
«Редкие виды» (англ. Rare Species) — шестая серия первого сезона телесериала Netflix «Ведьмак», снятая режиссёром Шарлоттой Брандстром по сценарию Хейли Холл. Она появилась в открытом доступе в один день с остальными — 20 декабря 2019 года.

## Название и сюжет
Название серии стало известно благодаря публикации на сайте Гильдии сценаристов США. Позже (22 ноября) Netflix опубликовал слоган этого эпизода — «Начинается охота на дракона». На основе этих данных сразу появилось предположение, что шестая серия станет экранизацией рассказа Анджея Сапковского «Предел возможного» из сборника «Меч Предназначения».
Этот рассказ действительно стал сюжетной основой серии. В ней Геральт принимает участие в охоте на дракона и снова встречается с Йеннифэр из Венгерберга. Тем временем Цирилла выходит из Брокилонского леса и уходит от погони нильфгаардца Кагыра.

## В ролях
- Генри Кавилл — Геральт из Ривии
- Аня Чалотра — Йеннифэр из Венгерберга
- Фрейя Аллан — княжна Цирилла
- Джои Бэти — Лютик
- Эймон Фаррен — Кагыр
- Мими Дивени — Фрингилья Виго
- Уилсон Мбомио — Дара

## Реакция
Обозреватель портала IGN назвал «Редкие виды» «одной из самых приятных» серий первого сезона: здесь появляются драконы, развивается классический для жанра фэнтези сюжет, происходит решающий поворот в отношениях Геральта и Йеннифэр. При этом рецензент уверен, что поворот произошёл слишком рано, а финальную битву находит слишком примитивно снятой и проигрывающей боевым сценам в предыдущих сериях.